# 尼姆塔拉火葬场

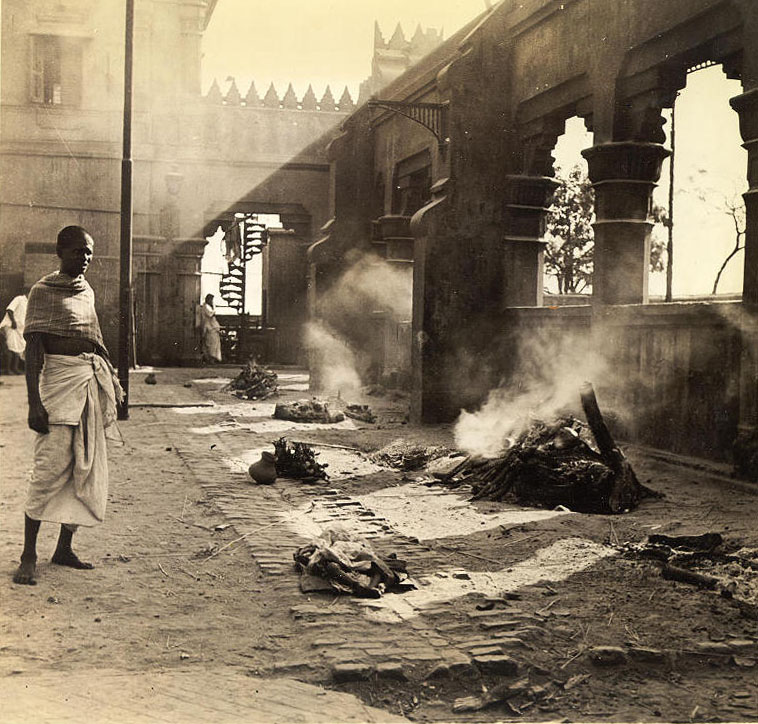
尼姆塔拉火葬场

尼姆塔拉火葬场（英語：Nimtala Crematorium）位于印度加尔各答比顿街。这座火葬场在历史上也被称为“Nimtala burning ghat”。

## 历史
尼姆塔拉火葬场始建于1827年。2010年印度中央政府提供1.4亿卢比（合200万美元）将其重新修缮。由于1941年孟加拉诗人泰戈尔在这里被火化，火葬场内的泰戈尔纪念馆作为2010年项目的一部分也重新进行了修缮。
此火葬场还出现在通俗文学《阿拉查尔》中并扮演了重要的“角色”。这部小说由K·R·梅拉创作，并获得2013年喀拉拉邦文学院奖。

## 著名葬礼
- 伊斯瓦·昌德拉·維迪亞薩加（英语：Iswar Chandra Vidyasagar）
- 曼尼克·邦都帕迪耶（英语：Manik Bandopadhyay）
- 罗宾德拉纳特·泰戈尔